# Метод магнитной томографии

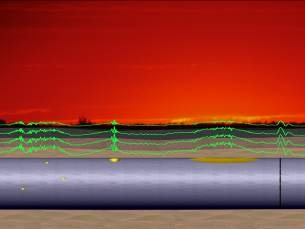
Демонстрация эффекта Виллари (обратная магнитострикция)

Магнитно-томографический метод (МТМ), метод магнитной томографии — метод неразрушающего послойного исследования внутренней структуры объекта посредством его просвечивания в различных пересекающихся направлениях от десяти до миллиона раз (сканирующее просвечивание) и последующей компьютерной обработкой полученных сигналов. Технология МТМ защищена патентными документами в РФ, США, Канаде и ЕС.

## Определение
Определение «магнитная томография» наиболее точно характеризует указанные особенности и качество технологии (метода и диагностического оборудования). Согласно классификации методов НК технология относится:
- по виду — к магнитному контролю;

- по характеру взаимодействия физических полей — к магнитному методу;

- по первичному информативному параметру — к методам контроля намагниченности ферромагнитного объекта;

- по способу получения первичной информации — к магнитометрическим методам.

Магнитные методы можно отнести к Индексу 03 согласно классификации по ГОСТ 18353-72, а магнитные средства неразрушающего контроля — к Индексу 427630 соответственно.
Магнитная томография предполагает использование оборудования, по решаемым задачам и требованиям к исполнению аналогичного «магнитным средствам технической диагностики магистральных газопроводов и электросварных труб», в частности, магнитным дефектоскопам-снарядам. Ряд российских разработок, декларирующих подобные возможности, защищены патентными документами РФ, как объекты интеллектуальной собственности.
Таким образом, описываемый регламентом метода НК наиболее точно определяется как: магнитный послойный сканирующий контроль в ортогональных направлениях без контакта с объектом, с последующей программной расшифровкой результатов с целью выявления, идентификации и оценки опасности дефектов по параметрам выявленных магнитных аномалий — или «метод магнитной томографии».

## Метод
МТМ предназначен для выявления и оценки напряженно-деформированного состояния подземных и подводных ферромагнитных трубопроводов любого назначения. Технология основана на дистанционной регистрации магнитного поля трубопровода. МТМ позволяет проводить контроль металла трубопроводов на 100 % их протяженности. Достоверность диагностирования прошла проверку у ряда операторов газопроводов (National Grid UK Enbridge).

## АКВА-МТМ

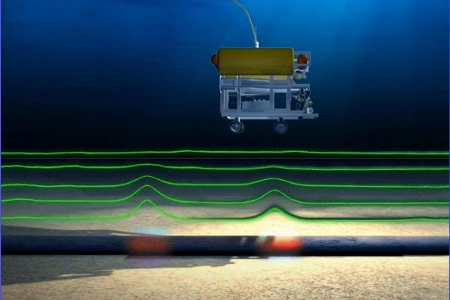
АКВА-МТМ

Технология АКВА-МТМ для подводных трубопроводов совместно с компанией PETRONAS позволяет на всем протяжении объекта выявить аномалии НДС, сопряженные с дефектами металла любых типов. Кроме того, выявляются аномалии напряженно-деформированного состояния: на участках провисов, прогибов, кручений, повышенных нагрузок из-за течений, ледовых воздействий, сейсмической активности, приводящих к местной или общей потере устойчивости трубопровода.

## Диагностирование
В процессе диагностирования с использованием МТМ выявляются:

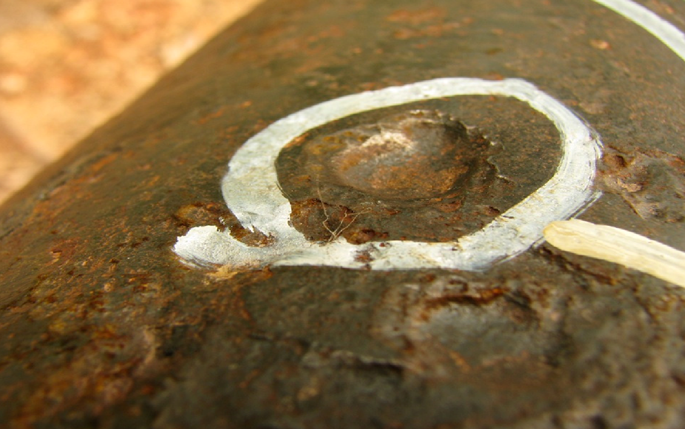
коррозия до 2,5 мм

- коррозия до 2,5 ммдефекты металла любой природы, включая технологический брак, механические повреждения, коррозия внутренней или наружной поверхности, трещиноподобные дефекты, в том числе КРН, усталостные трещины, холодовые трещины сварных соединений;
- концентраторы напряжений в зонах повышенных нагрузок, в сейсмоактивных зонах, в грунтах со слабой несущей способностью, со свободными провисами, прогибами, оползнями, участки с локальной или общей потерей устойчивости.

Параметры прогнозирования в зонах всех аномалий НДС: безопасное рабочее давление, период безаварийной работы (Y-процентный ресурс), оценка опасности разрушения за счет комбинации дефектов и повышенных нагрузок.
Экспертиза промышленной безопасности опасных производственных объектов, в том числе не подлежащих внутритрубному обследованию.